# Руссильон (средневековое графство)

Графство Руссильон (кат. Comtat del Rosselló, фр. Comté de Roussillon, исп. Condado del Rosellón) — средневековое каталонское графство с центром в городе Перпиньян. Находилось на территории исторической области Руссильон, границы которой соответствовали территории современного французского департамента Пиренеи Восточные без Сердани и Капсира. В настоящее время земли, на которых располагалось графство, входят в состав Франции.

## Предыстория графства
Название происходило от названия укреплённого поселения Рускино (лат. Ruscino, Rosceliona) около современного Перпиньяна, бывшего центром области civitas Ruscinonensis, входившей с 121 года до н. э. в состав древнеримской провинции Нарбонская Галлия. В 462 году область вместе с остальной Септиманией была присоединена к вестготскому королевству королём Теодорихом II.
В 571 году король Лиува I образовал в области графство. В его состав входили собственно Руссильон, Конфлан и Валеспир. Графство находилось под юрисдикцией епископа Эльны.

## Руссильон в составефранкского государства
В 721 году Руссильон вместе с другими частями королевства был захвачен арабами, которые владели им до 759 года, когда франкский король Пипин Короткий присоединил эту область к своему королевству, завоевав Нарбонну. За время сорокалетнего владычества арабов Руссильон обезлюдел. Пипин восстановил вестготское графство со столицей в Рускино. Графы владели замком Рускино (Castellum Rossilio), поэтому за городом постепенно закрепилось название Кастельроссельон (кат. Castellrosellón).
Об истории графства в VIII—IX веках известно немного. Карл Великий в 778 году создал Испанскую марку, в состав которой вошёл и Руссильон. Он разрешил поселиться на этих землях вестготам, бежавшим из мусульманской Испании, а также основал несколько монастырей. В 793 году сыну Карла, королю Аквитании Людовику Благочестивому, в подчинении которого находилась Испанская марка, удалось отразить вторгшуюся в Септиманию арабскую армию.

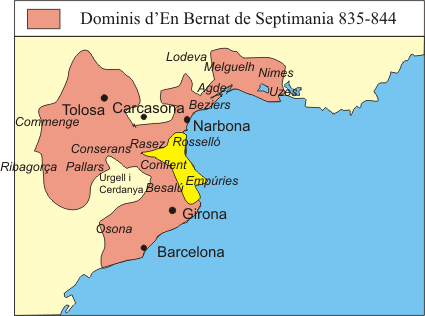
Руссильон в составе владений Бернара Септиманского в 835—844

Первоначально графы Руссильона назначались непосредственно королями Франкского государства. Первым известным графом был Госельм (ум. 834), сын Гильома Желонского, графа Тулузы и маркиза Септимании. Около 817 года Госельм получил в управление ещё и графство Ампурьяс, а в 828 году — графства Разес и Конфлан. После того, как его брат, Бернар Септиманский, в 829 году отправился к франкскому двору, Госельм стал наместником брата в его владениях Септимании и стал пользоваться титулом «маркиз Готии». Но в 831 году Госельм принял участие в восстании короля Аквитании Пипина I и Бернара Септиманского против императора Людовика. Против восставших выступил граф Тулузы Беренгер I (ум.835), оставшийся верным императору. Он захватил в начале 832 года Руссильон, Разес и Конфлан. В итоге осенью Бернар и Пипин были вынуждены явиться на суд императора. Пипин был лишен своего королевства, переданного Карлу, и отправлен в заключение в Трир, а Бернар был лишен своих владений в Септимании, переданных Беренгеру. Госельм также лишился владений, однако какое-то время сохранял за собой Ампурьяс. Руссильон же оказался в управлении Беренгера. В марте 835 года император вызвал Бернара Септиманского и Беренгера на Ассамблею в Кремье (около Лиона), где собирался решить этот вопрос, но, поскольку Беренгер неожиданно умер по дороге, то Бернар получил большинство владений Беренгера, возможно, включая и Руссильон. Но после казни Бернара в 844 году его владения были разделены.
Руссильон достался графу Ампурьяса Сунийе I (ум.848), но его в 848 году убил сын Бернара, Гильом Септиманский (826—850), союзник короля Аквитании Пипина II, присоединивший Руссильон к своим владениям. Но в 849 году в Аквитанию вторгся король Западно-франкского королевства Карл II Лысый, в результате чего Гильом погиб в 850 году. Новым графом Руссильона был назначен Алеран (Аледрам) (ум. 852), граф Труа, получивший также Ампурьяс и Барселону. Барселона, Ампурьяс и Руссильон оставались объединены и при нескольких преемниках погибшего в 852 году Алерана: Одальрике, Гумфриде (Онфруа) и Бернаре II Готском, но после мятежа Бернара Готского в 878 году его обширные владения были распределены королём между несколькими родами. Руссильон достался Миро I Старому (ум. 896), графу Конфлана, восставшему против Бернара и захватившему Руссильон.
После смерти в 879 году короля Франции Людовика II Заики начался окончательный распад Каролингской империи. В конце IX — начале X века владельцы большинства французских графств стали наследственными и суверенными правителями, признававшими власть короля только формально. По мере ослабления королевской власти самостоятельность графов усиливалась и к концу IX века власть графов Руссильона стала наследственной.
В течение IX века бенедиктинский орден основал в Руссильоне многочисленные монастыри.

## Объединённое графство Ампурьяс и Руссильон
После смерти Миро Старого в 896 году Руссильон унаследовал его двоюродный брат Сунийе II (ум. 915). Руссильон оказался объединён с Ампурьясом до конца X века. Однако Сунийе унаследовал не всё графство. Верхний Руссильон, Конфлан и большая часть Валлеспира перешли к племяннику Миро I, Миро II, графу Сердани. В руках Сунийе оказалась прибрежная часть Руссильона и часть Валлеспира. Столицей объединённого графства первоначально был город Ампурьяс.
После смерти Сунийе II графство перешло к его двум сыновьям — Бенсио (ум. 916) и Госберт (ум. 931), но после неожиданной смерти Бенсио уже в 916 году Госберт стал править единолично. Его сын Госфред I (ум. 991) значительно укрепил власть рода. Из-за участившихся нападений норманнских и арабских пиратов он перенёс столицу графства в Кастельон-де-Ампурьяс. Но после смерти Госфреда I в 991 году его сыновья, нарушая завещание отца, разделили графство. Уго I (ум. 1040) получил Ампурьяс, а Гислаберт I (ум. 1014) — Руссильон.

## Независимое графство
Гислаберт I, ставший родоначальником династии графов Руссильона, перенёс столицу графства из Кастельроссельона в Перпиньян. Несмотря на раздел графств, Гислаберт I сохранил владения внутри Ампурьяса (как и Уго I внутри Руссельона), что спровоцировало вражду между братьями и их преемниками. После смерти Гислаберта I в 1013 году Уго, воспользовавшись малолетством графа Госфред II (ум. 1074), вторгся в Руссильон, захватив его. Но благодаря поддержке графа Бесалу Бернардо I и его брата, аббата Олибы, бывшего графа Берги, вторжение окончилось неудачно. В 1019 году Уго заключил мир и признал Госфреда графом Руссильона. Однако столкновения продолжались до 1074 года, когда между семьями был заключён мир, подтверждённый в 1085 году.
Внук Госфреда II и сын графа Гислаберта II (ум.1102), Жирар I (ум. 1113), в 1097 году отправился в Первый Крестовый поход. Он участвовал в завоевании Антиохии (1098 год) и Иерусалима (1099 год). В 1102 году он вернулся в Руссильон, чтобы вступить в права наследника умершего отца, но в 1109 году снова отправился в Святую землю, где и погиб. Его преемнику, Госфреду III (ум. 1164), пришлось столкнуться с атаками арабских пиратов, поддерживаемых графом Ампурьяса Понсом Уго I, предъявлявшим территориальные претензи к Руссильону. Поэтому Госфред III принёс оммаж графу Барселоны Рамону Беренгеру III, которого поддерживал во время конфликта Барселоны с Ампурьясом в 1128 году. Позже, в 1147 году, Госфред и Понс Уго I снова воевали из-за владения замка Рекесенс.
Сын Госфреда III, Жирар II (ум. 1172), принёс вассальную присягу королю Арагона Альфонсо II, которому, не имея детей, он и завещал графство. После его смерти в 1172 году Руссильон вошёл в состав Арагонского королевства.

## Графство Руссильон и Сердань
В составе Арагона Руссильон оставался до 1181 года, когда король Альфонсо II объединил Руссильон с графством Сердань и передал его в управление своему брату Санчо (ум. 1212). В состав графства вошли также Конфлан и те части Верхнего Руссильона и Валлеспир, которые отошли в своё время к графству Бесалу. В результате графство Руссильон снова стало совпадать с территорией, подвластной епископству Эльна. Сын Санчо, Нуньо Санчес (ум. 1241) в 1221 году участвовал в завоевании Балеарских островов королём Хайме I Завоевателем. Детей Нуньо Сачес не оставил, после его смерти в 1242 году объединённое графство Руссильон и Сердань снова было присоединено к Арагонскому королевству.
В составе Арагонского королевства в Руссильоне продолжился экономический рост, население в графстве также выросло. Перпиньян стал важным центром средиземноморской торговли. 11 мая 1258 года договором в Корбеле между королём Франции Людовиком IX Святым и королём Хайме I была подтверждена независимость Руссильона от Франции.

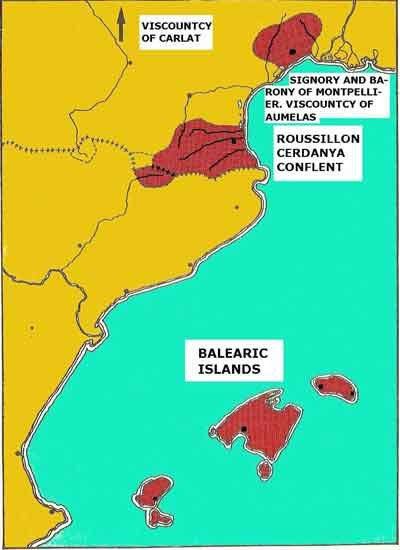
Королевство Мальорка.

По завещанию Хайме I, составленному в 1261 году, Руссильон и Сердань были присоединены к образованному королевству Мальорка, которое должен был унаследовать один из сыновей Хайме I, инфант Хайме II. Раздел был осуществлён после смерти Хайме I в 1276 году. Его старший сын, Педро III стал королём Арагона и Валенсии, а Хайме II (ум. 1311) — королём Мальорки, графом Руссильона и Сердани, а также сеньором Монпелье. Столицей королевства стал Перпиньян.
Независимым королевство оставалось до 1344 года, когда король Арагона Педро IV (1319—1387) захватил владения короля Хайме III (ум.1349). Хайме III был убит в битве при Льюкмайоре в 1349 году, после чего его земли, включая Руссильон и Сердань, были окончательно присоединены к арагонской короне. Перпиньян снова стал столицей графства Руссильон и Сердань, управлявшегося непосредственно королём, превратившись, фактически, во вторую столицу Каталонии.
В XV веке король Хуан II (1398—1479) отправил в темницу своего сына Карла Вианского, популярного среди каталонцев наследника Наварры, что послужило поводом для гражданской войны в Каталонии (1462—1472). Для того, чтобы получить военную помощь против восставших, он заключил с королём Франции Людовиком XI Байонский договор в 1462 году, по которому Руссильон и Сердань были переданы в залог Людовику, а Хуан взамен получил оружие и 300000 крон. Людовик занял графства в 1463 году. После окончания восстания в 1472 году в Каталонии возник мятеж против французов. 12 февраля 1473 года Хуан захватил Перпиньян. Французская армия осадила город и 14 июня был заключён Перпиньянский договор, по которому спор за графство переносился на нейтральную территорию. Однако уже в 1474 году Людовик нарушил договор, захватив Эльну, а 10 мая 1475 года после долгой осады был взят и Перпиньян. Население постоянно восставало против французов. И только в 1493 году по Барселонскому договору новый король Франции Карл VIII вернул Руссильон и Сердань Фердинанду II Арагонскому.
В течение XVI века графства Руссильон и Сердань, вошедшие в Испанское королевство в 1516 году, оказались в центре непрерывных войн между Испанией и Францией. В 1520 году французская армия сумела захватить замок Кьероль и дошла до Пуиксерды. В 1542 году Перпиньян был защищен герцогом Альбой против армии, которую возглавлял французский принц Генрих. В 1595 году французы снова попытались захватить Перпиньян. Ввиду этих нападений короли Испании Карл I и Филипп II усилили укрепления Перпиньяна и превратили бывший дворец королей Майорки в неприступную крепость.

## Присоединение Руссильона к Франции
Во время Тридцатилетней войны Каталония в 1640 году восстала против короля Испании Филиппа IV. В 1641 году король Франции Людовик XIII был объявлен графом Барселоны, а Каталония оказалась разделена между сторонниками Испании и Франции. Руссильон оказался в зоне влияния Франции. По Пиренейскому договору 1659 года Руссильон и Верхняя Сердань, исключая долину Рибес, вошли в состав Франции, образовав провинцию Руссильон. Часть Сердани осталась в составе Испании.

## Графы Руссильона

### Каролингские графы
- ок. 801—832: Госельм (ум. 834), также граф Ампурьяса ок. 817—832, граф Разеса и Конфлана 828—832, маркиз Готии 829—832
- 832—834: Беренгер Мудрый (ок.790/795—835), также маркграф Тулузы с 816 года, граф Палларса и Рибагорсы 816—833, граф Барселоны, Жероны, Бесалу и маркиз Септимании с 832, граф Ампурьяса 832—834
- 835—844: Бернар I Септиманский (ок. 795—844), также маркиз Септимании и граф Нарбонны, Агда, Безье, Мельгей и Нима 828—832, 835—843, граф Барселоны и Жероны 826—832, 835—844, граф Тулузы 835—842, граф Отёна 830—844, камерарий императора Людовика I Благочестивого
- 834/844—848: Сунийе I (ум.848), также граф Ампурьяса с 834 года
- 848—850: Гильом I (826—850), также граф Тулузы с 844 года, граф Барселоны, Ампурьяса, Конфлана, Разеса и маркиз Септимании с 848 года
- 850—852: Алеран (Аледрам) (ум. 852), также граф де Труа с 820 года, граф Барселоны, Нарбонны и Ампурьяса с 850 года, маркиз Готии с 849 года
- 852—857/858: Одальрик (ум. 859), также маркиз Готии и граф Барселоны, Жероны и Ампурьяса с 852 игода
- 857/858—864: Гумфрид (Онфруа) (ум. после 876), также граф Бона 856—863, Отёна, Шалона, Макона (858—863), маркиз Бургундии 858—863, Готии 858—864, граф Барселоны и Нарбонны 857/858 — 864, граф Ампурьяса, Жероны и Бесалу 857/858 — 864, граф Тулузы и Руэрга 863—864, Лиможа 862—862, граф в Цюрихгау в 872—876
- 865—878: Бернар II Готский (ум. ок. 879), также маркиз Готии 865—878, граф Барселоны, Жероны, Русильона, Нарбонны, Агда, Безье, Мельгей и Нима 865—878, граф Пуатье 866—878, граф Отёна 877—878
- 878—896: Миро I Старый (ум. 896), также граф Конфлана с ок. 870

### Графы Ампурьяса и Руссильона,Барселонский дом, ветвь графов Ампурьяса
- 896—915: Сунийе II (ум. 915)
- 915—916: Бенсио (ум. 916)
- 916—931: Госберт (ум. 931), в 915—916 — соправитель Бенсио
- 931—991: Госфред I (ум. 991)

### Графы Руссильона.Барселонский дом, ветвь графов Руссильона
- 991—1013: Гислаберт I (ум. 1013)
- 1013—1074: Госфред II (ум. 1074)
- 1074—1102: Гислаберт II (ум. 1102), с 1065 — соправитель отца
- 1102—1113: Жирар I (ум. 1113)
- 1113—1164: Госфред III (ум. 1164)
- 1164—1172: Жирар II (ум. 1172) с 1149 — соправитель отца

## Графы в составе Арагонского королевства

### Короли Арагона, Барселонский дом
- 1172—1181: Альфонс I (ум. 1196), также король Арагона (Альфонсо II) и граф Барселоны с 1162 года, граф Прованса с 1167 года.

### Графы Руссильона и Сердани
- 1181—1212: Санчо I (ум. 1223)
- 1212—1241: Нуньо Санчес (ум.1241)

### Короли Арагона, Барселонский дом
- 1241—1276: Хайме I Завоеватель (ум. 1276), также король Арагона, Валенсии и Мальорки, граф Барселоны

### Короли Майорки, Барселонский дом, Майоркская ветвь
- 1276—1311: Хайме II (ум.1311), также король Майорки и сеньор Монпелье
- 1311—1324: Санчо II (ум.1324), также король Майорки и сеньор Монпелье (Санчо I)
- 1324—1344: Хайме III (ум.1349), также король Майорки и сеньор Монпелье

### Короли Арагона, Барселонский дом
- 1344—1387: Педро I Церемонный (1319—1387), также граф Барселоны (Педро III), король Арагона (Педро IV), Валенсии (Педро II), Сардинии (Педро I), титулярный король Корсики (Педро I) с 1336, король Мальорки (Педро I) с 1343, герцог Афин и Неопатрии (Педро I) с 1381 года, граф Ампурьяса (Педро II) с 1386 года.
- 1387—1396: Хуан I Охотник (1350—1396), также граф Барселоны, король Арагона, Валенсии, Сардинии, Мальорки, титулярный король Корсики с 1387 года, герцог Жироны 1351—1387, 1389—1396.
- 1396—1410: Мартин I Гуманист (1356—1410), также герцог Монблана 1387—1396, граф Барселоны, король Арагона, Валенсии, Мальорки и Сардинии, титулярный король Корсики с 1396 года, король Сицилии с 1409 года, граф Ампурьяса 1402, 1407—1410, брат предыдущего.

### Короли Арагона,Трастамарский дом
После двухлетней гражданской войны и заключения Компромисса Каспе королём Арагона и Сицилии, а также графом Барселоны, Руссильона и Сердани стал Фердинанд I, брат короля Кастилии Энрике III, приходившийся по женской линии племянником королю Мартина.
- 1412—1416 : Фердинанд (Ферран) I (1380—1416), также граф Барселоны, король Арагона, Валенсии, Мальорки, Сицилии (Фердинанд III) и Сардинии, титулярный король Корсики, титулярный герцог Афин и Неопатрии с 1412 года, регент Кастилии с 1406 года.
- 1416—1458 : Альфонсо II Великодушный (1396—1458), также принц Жироны 1412—1416, граф Барселоны (Альфонсо V), король Арагона (Альфонсо V), Валенсии (Альфонсо III), Сицилии (Альфонсо I), Мальорки (Альфонсо II), Сардинии (Альфонс II), король Неаполя (Альфонсо I) с 1442 года.
- 1458—1462 : Хуан II (1398—1479), также герцог Монблана 1412—1458, принц Жироны 1416—1458, герцог Гандиа 1433—1439, 1461—1479, граф Рибагорсы 1425—1458, король Наварры с 1425 года, граф Барселоны, король Арагона, Валенсии, Мальорки, Сицилии, Сардинии с 1458 года.

### Короли Франции,династия Валуа
В 1462 году после восстания Каталонии против Хуана II Руссильон и Серданья были переданы Франции в залог.
- 1462—1483: Людовик XI (1423—1483), король Франции
- 1483—1493: Карл VIII (1470—1498), король Франции

### Короли Арагона,Трастамарский дом
В 1493 году по Барселонскому договору Руссильон и Сердань вернулись под управление Трастамарской династии.
- 1479—1516 : Фердинанд (Ферран) II (1452—1516), также герцог Монблана 1458—1479, граф Рибагорсы 1458—1469, принц Жироны 1461—1479, король Кастилии и Леона (Фердинанд V) 1474—1504, граф Барселоны, король Арагона, Валенсии, Мальорки, Сардинии и Сицилии (Фердинанд III) с 1479, король Неаполя (Фердинанд III) с 1503, король Наварры (Фердинанд I) 1512—1515, регент Кастилии и Леона с 1507 года.

В 1516 году Руссильон и Сердань вместе с Арагоном стала частью Испанского королевства, а титул графа Руссильона вошёл в состав официального титула короля Испании.

### Короли Франции,династия Бурбонов
Во время Тридцатилетней войны Каталония в 1640 году восстала против короля Испании Филиппа IV. В 1641 году король Франции Людовик XIII был объявлен графом Барселоны, а Каталония оказалась разделена между сторонниками Испании и Франции. Руссильон оказался в зоне влияния Франции.
- 1641—1643: Людовик XIII (1601—1643), король Франции
- 1643—1659: Людовик XIV (1638—1715), король Франции

По Пиренейскому договору 1659 года Руссильон и Верхняя Сердань вошли в состав Франции. После этого ни Людовик XIV, ни его преемники никогда не использовали титул «граф Руссильона и Сердани».